# Слотер-Бич
Слотер-Бич (англ. Slaughter Beach) — город в округе Сассекс в штате Делавэр США. По данным переписи 2020 года, численность населения составляла 218 человек.

## Население
| 2010 | 2020 |
| ---- | ---- |
| 207  | ↗218 |